# Brasil TecPar
Brasil Tecpar é uma empresa brasileira de telecomunicações que atua no mercado desde 1995. Fundada em São Borja, Rio Grande do Sul, por Gustavo Pozzebon Stock e Magnum Mello Foletto, a empresa iniciou suas operações como provedora de internet discada. Ao longo dos anos, a Brasil TecPar expandiu seus serviços e se tornou uma das dez maiores operadoras de telecomunicações do país, com mais de 635 mil clientes e 2 milhões de usuários.

## Estrutura e operações
Atua em dois mercados: B2C e B2B. Iniciou no mercado B2C, por meio da marca Amigo Internet, que oferece serviços de internet banda larga, TV por assinatura e telefonia fixa para clientes residenciais. No mercado B2B, através da marca Ávato Tecnologia, que oferece soluções completas de infraestrutura de TI e conectividade para empresas de todos os portes, instituições governamentais e ISPs.

## Expansão e aquisições
A companhia cresce organicamente e por meio de aquisições. Nos últimos anos, adquiriu mais de 50 provedores de internet, o que contribuiu para sua expansão para novos mercados em sete estados do país. Só em 2023, a empresa fez a aquisição de empresas como a Blink e Justweb fazendo com que conseguissem alta de 73% nos lucros, sendo uma das operadoras que mais cresceram no mesmo ano.
Dentre outras de suas aquisições, está a TV Alphaville, que fazia parte do Grupo Silvio Santos antes da aquisição pela Brasil TecPar.

## Governança ambiental, social e corporativa
A Brasil TecPar está comprometida com as práticas Environmental, Social and Governance.  Mantém um programa de sustentabilidade que inclui iniciativas como a reciclagem de materiais e equipamentos, além de utilizar veículos menos poluentes. Investe em programas de educação e qualificação profissional, além de políticas de diversidade e inclusão.

## Prêmios e reconhecimentos
A Brasil TecPar é uma empresa premiada e reconhecida por sua atuação no mercado. A empresa possui diversas certificações, como ISO 27001, MANRS, KINDNS, Selo Prata GHG de sustentabilidade e já recebeu também o certificado Great Place To Work, mais de duas vezes seguidas.